# Dama (gènere)
Dama és un gènere de cérvol que conté dues espècies vivents: la daina (D. dama) i la daina persa (D. mesopotamica). Segons algunes autoritats, la daina persa només és una subespècie de la daina. Ambdues espècies són originàries del sud-oest d'Àsia, però han estat introduïdes a diversos llocs del món pels humans, notablement a Europa. Les espècies extintes tenien una distribució més àmplia.